# Mục Mộc Thiên
Mục Mộc Thiên (tiếng Trung: 穆木天, 1900 - 1971) là bút hiệu của một thi sĩ Trung Hoa.

## Tiểu sử
Mục Mộc Thiên sinh năm 1900 tại tỉnh Cát Lâm với nguyên danh là Mục Kính Hi (穆敬熙), học danh Văn Chiêu (文昭). Ban sơ, ông theo học trường Nam Khai, tại đây còn có Đoan Mộc Hống Lương mà về sau cùng tham gia Đông Bắc tác gia quần với ông. Năm 1918 sau khi tốt nghiệp trung học, Mục Mộc Thiên sang Nhật Bản học Đại học Đông Kinh.
Năm 1921 tại Tokyo, Mục Mộc Thiên cùng Quách Mạt Nhược, Vương Độc Thanh và nhiều người khác lập ra Sáng Tạo xã, chuyên tâm hoạt động văn học nhằm mục đích tối tân hóa nền văn học Trung Hoa bấy giờ đã tỏ ra sa sút, bị nhiều lân quốc vượt trên. Năm 1926, ông tốt nghiệp đại học và quay về Hoa lục. Tại Bắc Kinh, Mục Mộc Thiên gia nhập Đông Bắc tác gia quần, hướng việc sáng tác đến chủ nghĩa ái quốc và nêu cao tinh thần kháng Nhật giải phóng quê hương Đông Bắc.
Vào năm 1931, Mục Mộc Thiên đến Thượng Hải và hoạt động trong Trung Quốc tả dực tác gia liên minh, đồng thời làm giảng sư tại nhiều đại học khác nhau.
Sau khi nước Cộng hòa Nhân dân Trung Hoa thành lập, năm 1950, Mục Mộc Thiên được mời làm giảng viên Đại học Quốc gia Bắc Kinh. Năm 1952, ông gia nhập Hiệp hội Tác gia Trung Quốc.
Năm 1971, trong sự sục sôi của Cách mạng Văn hóa, Mục Mộc Thiên bị tứ nhân bang liệt vào hàng ngũ hữu khuynh và bức tử trong khoảng tháng 10.

## Ảnh hưởng
Cùng với Lý Kim Phát và Vương Độc Thanh, Mục Mộc Thiên được coi là đại biểu của trường phái thơ tượng trưng Trung Hoa, chịu ảnh hưởng sâu sắc bởi nền thi ca cận đại Pháp.